# Cotto & frullato Z - The Crystal Gear
Cotto & frullato Z - The Crystal Gear è un film italiano del 2017 scritto e diretto da Paolo Cellammare.

## Distribuzione
Il film è stato distribuito al cinema il 19 giugno 2017, con la prima avvenuta al cinema multiplex Arcadia di Melzo.
Il 5 giugno 2018 viene pubblicato il DVD da CG Entertainment e nell'aprile 2020 è stato distribuito sulla piattaforma Prime Video.